# マット・ルーカス (ラグビー選手)
マット・ルーカス（Matt Lucas、1992年1月29日 - ）は、オーストラリア出身のラグビー指導者。

## プロフィール
- オーストラリアゴールドコースト出身[1]。
- ポジションはスクラムハーフ(SH)。
- 身長 174 cm、体重 80 kg
- 兄のベン、弟のアイザックもラグビー選手[2]。
- 7人制オーストラリア代表やU20オーストラリア代表に選ばれたことがある[3]。

## 略歴
6歳からラグビーを始めた。
キャンベラ大学、ワラターズ、ブランビーズ を経て、2018年、サントリーサンゴリアス(現・東京サントリーサンゴリアス)に加入。同年9月1日に行われたジャパンラグビートップリーグ第1節のトヨタ自動車ヴェルブリッツ戦にて途中出場で日本での公式戦初出場を果たす。
2019年、リコーブラックラムズ(現・リコーブラックラムズ東京)に加入。
2022-23シーズンから、同チームのアシスタントコーチへ転向した。